# 13406 Sekora
13406 Sekora eller 1999 TA4 är en asteroid i huvudbältet som upptäcktes den 2 oktober 1999 av den tjeckiske astronomen Lenka Kotková vid Ondřejov-observatoriet. Den är uppkallad efter den tjeckiske tecknaren och journalisten Ondrej Sekora.